# サシオコウモリ科
サシオコウモリ科（Emballonuridae）は哺乳綱翼手目の科。熱帯から亜熱帯に分布する。最古の化石は始新世に発見されている。

## 現生種
川田ほか（2018）による。
Emballonuridae サシオコウモリ科
- Taphozoinae ツームコウモリ亜科
  - Saccolaimus ブライスツームコウモリ属
    - Saccolaimus flaviventris キバラツームコウモリ
    - Saccolaimus mixtus トラウトンツームコウモリ
    - Saccolaimus peli ペルツームコウモリ
    - Saccolaimus saccolaimus ブライスツームコウモリ

  - Taphozous ツームコウモリ属
    - Taphozous achates メノウツームコウモリ
    - Taphozous australis グールドツームコウモリ
    - Taphozous georgianus トガリツームコウモリ
    - Taphozous hamiltoni ハミルトンツームコウモリ
    - Taphozous hildegardeae ケニアツームコウモリ
    - Taphozous hilli ヒルツームコウモリ
    - Taphozous kapalgensis シロオビツームコウモリ
    - Taphozous longimanus ナガバネツームコウモリ
    - Taphozous mauritianus アフリカツームコウモリ
    - Taphozous melanopogon クロヒゲツームコウモリ
    - Taphozous nudiventris セイブヌードツームコウモリ
    - Taphozous perforatus エジプトツームコウモリ
    - Taphozous theobaldi セオボルドツームコウモリ
    - Taphozous troughtoni トルートンツームコウモリ
- Emballonurinae  サシオコウモリ亜科
  - Balantiopteryx ヒメサシオコウモリ属
    - Balantiopteryx infusca エクアドルヒメサシオコウモリ
    - Balantiopteryx io トマスサシオコウモリ
    - Balantiopteryx plicata ピーターサシオコウモリ

  - Centronycteris ムクゲサシオコウモリ属
    - Centronycteris centralis キタムクゲサシオコウモリ
    - Centronycteris maximiliani ムクゲサシオコウモリ

  - Coleura サシオコウモリ属
    - Coleura afra アフリカサシオコウモリ
    - Coleura seychellensis セーシェルサシオコウモリ

  - Cormura ワグナーサシオコウモリ属
    - Cormura brevirostris ワグナーサシオコウモリ

  - Cyttarops アレクトサシオコウモリ属
    - Cyttarops alecto アレクトサシオコウモリ

  - Diclidurus シロサシオコウモリ属
    - Diclidurus albus アルブシロサシオコウモリ
    - Diclidurus ingens オオシロサシオコウモリ
    - Diclidurus isabellus イザベラサシオコウモリ
    - Diclidurus scutatus タテシロサシオコウモリ

  - Emballonura キュウサシオコウモリ属
    - Emballonura alecto フィリピンサシオコウモリ
    - Emballonura atrata マダガスカルサシオコウモリ
    - Emballonura beccarii ベッカリサシオコウモリ
    - Emballonura dianae ダイアナサシオコウモリ
    - Emballonura furax オオサシオコウモリ
    - Emballonura monticola モリサシオコウモリ
    - Emballonura raffrayana ラフーレサシオコウモリ
    - Emballonura semicaudata ミニオサシオコウモリ
    - Emballonura serii セリーサシオコウモリ

  - Mosia クロサシオコウモリ属
    - Mosia nigrescens クロサシオコウモリ

  - Peropteryx イヌガオサシオコウモリ属
    - Peropteryx kappleri イヌガオサシオコウモリ
    - Peropteryx leucoptera ナガガオサシオコウモリ
    - Peropteryx macrotis ミミナガイヌガオサシオコウモリ
    - Peropteryx trinitatis トリニダードイヌガオサシオコウモリ

  - Rhynchonycteris ハナナガサシオコウモリ属
    - Rhynchonycteris naso ハナナガサシオコウモリ

  - Saccopteryx シマサシオコウモリ属
    - Saccopteryx antioquensis コロンビアシマサシオコウモリ
    - Saccopteryx bilineata オオシマサシオコウモリ
    - Saccopteryx canescens グレーシマサシオコウモリ
    - Saccopteryx gymnura ジムヌラシマサシオコウモリ
    - Saccopteryx leptura ヒメシマサシオコウモリ
    - Saccopteryx canescens グレーシマサシオコウモリ
    - Saccopteryx gymnura ジムヌラシマサシオコウモリ
    - Saccopteryx leptura ヒメシマサシオコウモリ